# アウグスト・ザムエル・ワーレン
アウグスト・ザムエル・ワーレン（August Samuel Wahlen）は、田中芳樹のSF小説（スペース・オペラ）『銀河英雄伝説』の登場人物。銀河帝国側の主要人物。
作中での呼称は「ワーレン」。

## 概要
ローエングラム陣営の主要提督で、後の「獅子の泉の七元帥」の一人。剛毅で部下からの人望も厚い用兵家。乗艦は「サラマンドル（火竜）」。

## 経歴
本編での初登場は、ラインハルトが元帥府を設立する際に艦隊司令官の一人として登用された時であり、階級は中将だった。その後武勲を重ね、物語終了までラインハルト陣営の将帥として活躍する。
時系列上の初登場はOVA外伝の「奪還者」。この時少佐で、中佐時代のラインハルトが艦長を務めた巡航艦ヘーシュリッヒ・エンチェンの副長として活躍する。
同盟の帝国領侵攻作戦時にルフェーブル中将指揮の第三艦隊を急襲、直後のアムリッツァ会戦では、ルッツとともにキルヒアイスの指揮の下、機雷原を無力化して同盟軍の後背を突いて、勝敗を決定付ける働きを見せた。リップシュタット戦役でも、引き続きルッツとともにキルヒアイス配下の提督として別働隊の副司令官を務め、辺境の各星域を平定し、キフォイザー星域の戦いでも勝利に貢献した。
ラインハルトが帝国の支配権を得ると大将に昇進、神々の黄昏作戦ではフェザーン方面の最後尾第五陣を指揮、第一次ランテマリオ会戦では同盟軍右翼デュドネイ分艦隊を壊滅させて同盟艦隊の分断を図り、同盟がモートン中将の加勢で修復すると無理攻めを避けて戦力の削り取りを行う。ヤン・ウェンリーの奇襲への対応策として補給基地の襲撃の任を負うが、ヤンの奇略に嵌り、自身の艦隊に大きな損害を出してしまう。しかし、退却しながらも自艦隊の全面壊走を防ぎ、同時にヤン艦隊の動向を把握する功績を立てる。
ローエングラム朝が成立すると上級大将に昇進。名誉挽回の機会として地球教討伐を命じられる。太陽系に到達した時点で催行された作戦会議の直後、艦橋に潜入した地球教のテロリストに毒を塗ったナイフで襲われ、刺された左腕の肘から下を失い以降は義手を使っている。討伐作戦中「現地での協力者」としてユリアン・ミンツ一行と知り合っているが、この時ユリアンは「フェザーンの商人」と名乗っていたためその時点では彼の素性を知らなかった（シヴァ星域の戦いが終了した後、イゼルローン軍の処遇に関する交渉時に改めて顔を合わせている）。
負傷療養のため同盟再侵攻は参加せず、療養後イゼルローン要塞をヤンに再奪取されたルッツと交代するように進発、イゼルローン回廊における戦いでは惑星ハイネセンとイゼルローン回廊の中間点で予備兵力として15200隻を指揮。ロイエンタールの叛乱に際し、ビッテンフェルトと共にミッターマイヤーの両翼を固めて出陣した。終結後は、ハイネセンに残留して駐留軍の指揮統率の任に当たっている。
第11次イゼルローン要塞攻防戦では、ヴァーゲンザイルと協調してイゼルローン要塞を挟撃するように計るが、イゼルローン革命軍司令官ユリアン・ミンツの作戦とヴァーゲンザイル艦隊の壊走により失敗。ヴァーゲンザイル艦隊の脱出を援護するために踏みとどまるが、死角に潜んでいたメルカッツ艦隊の攻撃と要塞主砲トゥールハンマーを受けて敗走する。続くシヴァ星域の戦いには、第11次イゼルローン攻防戦で受けた損耗を回復しえず参加していない。

## 能力
OVA版でラインハルトの副長を務めた時は、「独創性はあまり無いが与えられた命令を確実にこなす能力の持ち主」としてラインハルトから高く評価されている様子が窺える。この時は、艦内の演習でキルヒアイスと白兵戦を行い、キルヒアイスがラインハルトに気を取られた僅かなすきを逃さず勝利している。又、ヘルクスハイマー伯爵によって持ち出された、ゼッフル粒子発生装置の試作機を回収する極秘任務を遂行する為、艦長であるラインハルトがイゼルローン回廊を突破して同盟領へ進入する際に用いた策を見て、ラインハルトが只者ではない人物である事を見抜く描写がある。
ヤン・ウェンリーとユリアン・ミンツに一度ずつ敗れているが、総合的には堅実な用兵巧者で戦術的能力のある名将で、ヒルダは後進が手本とすべき人物としてミュラーとともにワーレンの名を挙げている。地球教討伐の時は司令官として責務を果たし、第二次ランテマリオ会戦ではロイエンタール軍の猛攻撃に旗艦が被弾しながらも耐えて反撃している。
第11次イゼルローン攻防戦における敗北は、イゼルローン革命軍司令官ユリアン・ミンツの作戦の妙もさることながら、ミッターマイヤー等による後日の検証によって、帝国領側から進撃したヴァーゲンザイル艦隊の友軍に対する配慮の欠落に大きな責任があると結論づけられている。
地球教討伐作戦の際、当初ビッテンフェルトが志願したものの「辺境惑星の鎮圧に黒色槍騎兵隊を動かしては、帝国軍の鼎の軽重を問われる」として却下され、ワーレンが抜擢されたという経緯がある。この発言はワーレンがビッテンフェルトより劣っているかの様にも解釈できるが、アニメ版においては、ワーレン艦隊の発進を見送ったミッターマイヤーが「これはラグナロック作戦でヤンに敗北した3提督（ワーレン、シュタインメッツ、レンネンカンプ）のうち、まだ名誉回復の機会を得ていなかったワーレンへの配慮であろう」という意味の発言をミュラーに言っており、ビッテンフェルトの志願を却下するにあたっての社交辞令と思われる。

## 人柄
基本的には温和な紳士でラインハルトに対しても忠誠心が厚い。第2次ランテマリオ会戦にて旗艦が被弾して義手を吹き飛ばされた際、うろたえる部下を叱咤して的確に指揮を執り続けたり、ラインハルトが崩御する直前、癇癪を起こしたビッテンフェルトと掴み合いの喧嘩寸前の状態になったり、オーベルシュタインの草刈に端を発するハイネセンでの帝国軍内部対立の際には、装甲車の上に一人座って睨みひとつで両陣営を静めるなど、剛毅にして勇猛な性格を示している。その一方でビッテンフェルトとオーベルシュタインを止める際に「義手の故障のせいにして軍務尚書を殴ろうか」と幕僚にジョークを飛ばしたり、地球教討伐作戦の折幕僚に「いいアイディアを出した者に賞品としてワインを出すぞ」と申し出たりと気さくな一面も見せている。

## 家族
27歳で結婚。翌年男子が生まれたが、この時妻が難産で死亡している。生まれた息子は、職務のため父母に預けてあり、あまり顔を合わす事が出来ずにいる。

## 演じた人物
アニメ
- 岡部政明（OVA）
- 江川央生（Die Neue These）

舞台
- 土屋研二 （「銀河英雄伝説 第一章 銀河帝国篇」、2011年上演）

銀河英雄伝説@TAKARAZUKA
- 愛月ひかる （2012年本公演）
- 七生眞希 （2012年新人公演）
- 春瀬央季 （2013年博多座公演）

## その他
- OVA版における作画モデルはピーター・オトゥール（「ロマンアルバム」中の設定解説において）。